# Rozpuszczona materia organiczna
Rozpuszczona materia organiczna, rozpuszczony węgiel organiczny (DOM, DOC) , (ang. dissolved organic matter, dissolved organic carbon) - frakcja martwej materii organicznej o wielkości cząstek poniżej 0,5 μm.
W wodach śródlądowych największa część materii organicznej występuje w postaci rozpuszczonej. Stężenie rozpuszczonej materii organicznej rośnie wraz ze wzrostem trofii. DOC jest mieszaniną różnego rodzaju substancji. Rozpuszczone substancje organiczne służą jako źródło energii i węgla przede wszystkim bakteriom (pętla mikrobiologiczna). Heterotroficzne bakterie wykorzystują głównie związki monomeryczne (monosacharydy, aminokwasy itd.). 
Źródła dopływu rozpuszczonej materii organicznej (DOM) do wód:
- wody gruntowe (główne źródło dopływu)
- spływ podpowierzchniowy
- spływ powierzchniowy
- wymywanie z detrytusu pochodzenia lądowego (ważne źródło jesienią, po opadnięciu liści nadbrzeżnych drzew)
- bezpośredni opad
- pozakomórkowe wydzielanie i wypłukiwanie z glonów i bakterii
- pozakomórkowe wydzielanie i wypłukiwanie z makrofitów.